# November
November és una pel·lícula de 2004 de thriller psicològic projectada en el Festival de Cinema de Sundance el 2004. És protagonitzada per Courteney Cox com a Sophie, una fotògrafa la vida de la qual es comença a enfonsar a causa d'un incident traumàtic el 7 de novembre que involucra al seu promès, interpretat per James LeGros. La pel·lícula és coprotagonitzada per Michael Ealy, Nora Dunn, Anne Archer, Nick Offerman, i Matthew Carey. Ha estat doblada al català.
La pel·lícula, independent i de baix pressupost, va estar dirigida per Greg Harrison, escrita per Benjamin Brand i Harrison, i produïda per Danielle Renfrew i Gary Winick. Sony Pictures Classics la va llançar als cinemes als Estats Units el 22 de juliol de 2005, i molts crítics van criticar la història de la pel·lícula per ser massa ambigua i derivada d'altres imatges. Els crítics l'han comparat amb el treball de directors de cinema com David Lynch i M. Night Shyamalan.

## Argument
La tarda del 7 de novembre, la fotògrafa Sophie Jacobs (Cox) i el seu promès, l'advocat Hugh (LeGros) van a sopar a un restaurant xinès. Mentre tornen a casa, Sophie té un desig d'"alguna cosa dolça" i atura el seu cotxe en una botiga. Mentre Hugh està en la botiga comprant xocolata per a Sophie, un home armat (Carey) arriba, disparant a l'empleat de la botiga, al seu fill, i a Hugh, que mor. El criminal fuig mentre Sophie arriba.
Sophie s'enfonsa en una profunda depressió, i no s'atreveix a esborrar la veu d'Hugh en el contestador automàtic del seu apartament. Consulta al seu psiquiatre, la Dra. Fayn (Dunn), sobre uns persistents maldecaps que ha estat tenint des de la mort del seu promès. Li diu a Fayn que els maldecaps van començar abans de l'incident en la botiga, i que havia estat tenint un idil·li amb el seu company de treball, Jesse (Ealy). Després de la mort d'Hugh, Sophie sopa amb la seva mare, Carol Jacobs (Archer), que accidentalment tira un got.
Durant una classe de fotografia a la universitat on ella ensenya, Sophie col·loca un projector de diapositives per als estudiants, per així mostrar les seves millors fotografies. Una diapositiva mostra l'exterior de la botiga en la tarda del 7 de novembre. Sophie contacta a l'Oficial Roberts (Offerman), el cap de la recerca en la botiga, que està desconcertat com ella al no saber qui és el responsable de les fotografies. Els maldecaps de Sophie continuen, i ella comença a escoltar sorolls estranys que venen del seu edifici d'apartaments i veus misterioses en el telèfon. Més tard, l'Oficial Roberts descobreix que la fotografia de la botiga va ser pagada amb la targeta de crèdit de Sophie.
La pel·lícula presenta dues versions diferents d'aquests esdeveniments, i Sophie ha de descobrir quin és real abans que perdi el control sobre la seva vida i el seu seny. La segona versió suggereix que Sophie va estar present en els trets i es va salvar només perquè el tirador es va quedar sense bales, i la tercera suggereix que Sophie i Hugh van ser assassinats. En paraules de Cox, el seu personatge "travessa tres fases. La primera és la negació. Després ella se sent culpable i malament sobre la situació. Després ha d'aprendre a acceptar-ho.".
D'acord amb Greg Harrison, els esdeveniments en la pel·lícula on les memòries de Sophie mentre ella i Hugh estan morint en el terra de la botiga: "Cada moviment d'aquest record va ser el seu procés d'arribar a un acord amb un terrible trauma, que va ser ella assassinada sense cap raó, i va ser algun tipus de violència que ella no podia afrontar". Va agregar que va sentir que November estava "oberta", que esperava l'audiència "arribés a boniques històries que són diferents del que jo el vaig veure".

## Repartiment
- Courteney Cox: Sophie Jacobs
- James LeGros: Hugh
- Dori Mizrahi: Adnan
- Amir Talai: George
- Matthew Carey: Shooter
- Nora Dunn: Dr. Fayn
- Brittany Ishibashi: Lim
- Constance Hsu: Wei
- Anne Archer: Carol Jacobs
- Nick Offerman: Oficial Roberts

## Premis
- 2004: Sundance: Millor fotografia i Premis Independent Spirit: Nominada al Premi dels Productors